# Fyla
Fyla (gr. φυλή phylē, lm φυλαί phylai)  – terytorialna jednostka podziału ludności w starożytnej Grecji.

## Ewolucja organizacji fyli

### Pierwotna organizacja
Początkowo fyla była podstawową komórką plemienną Dorów i Jonów, występującą we wszystkich doryckich i wielu jońskich ośrodkach osadnictwa. Początkowo skupiała grupę rodów (genos). Dorowie (np. Sparta, Syrakuzy) byli podzieleni na trzy fyle (Hylleis, Dymanes i Pamfyloj), zaś Jonowie (np. Ateny, Milet) na cztery (Geleonci, Hopleci, Argadejczycy i Aigikorejczycy). Obok tych, które odnaleźć można w doryckich i jońskich miastach-państwach (polis), istniały też fyle (jedna lub więcej) utworzone przez podbitą ludność miejscową (Sykion, Sparta). W Attyce były cztery fyle jońskie, starożytni zestawiali je z trzema pierwotnymi wielkimi warstwami społecznymi: eupatrydzi, georgoi, demiurdzy. I tak zasymilowano fyle z klasami: Geleontes to „wspaniali", „szlachetni", Hopletes to „żołnierze", Argadeis to „robotnicy", Aigikores to „pasterze". Można jednak przyjąć wytłumaczenie nowożytne, według którego nazwy fyl jońskich wywodzą się od imion pierwotnych bóstw właściwych dla każdej fyli. Zgodnie ze swoim pierwotnym rodowodem fyle były społecznością o wspólnych obyczajach religijnych i organizacji wojskowej, w której członkostwo było dziedziczne. Fyle dzieliły się na mniejsze grupy, zwane fratriami (bractwami). Bez wątpienia fyle poprzedzały powstanie miast greckich i odzwierciedlały organizację plemienną okresu koczowniczego epoki brązu.

### Reforma Solona
W czasach Solona (ok. 635 – ok. 560 p.n.e.) każda fyla została podzielona na trzy trytie, te zaś dzieliły się na cztery naukrarie. Na czele fyli stał fylobasileus. Bule za Solona liczyła 400 członków, po stu z każdej fyli.

### Reforma Klejstenesa
Wraz z rozwojem w VII-V wieku p.n.e. klasy średniej i jej konkurencją dla rządów arystokracji, dawny system fyli, zgrupowanej wokół rodów arystokratycznych i fratrii, został w wielu miastach greckich zreorganizowany dekretami władz. W Sparcie proces ten dokonał się prawdopodobnie w wyniku reform Likurga około 650 p.n.e. W Atenach przebudowa struktury społecznej stanowiła trzon reform Klejstenesa (508/507 p.n.e., który zlikwidował cztery pierwotne i rozdzielił Ateńczyków na dziesięć nowych fyl.
Tworzono je teraz według określonego klucza, łącząc po jednej trytii (obejmującej trzy demy) z trzech różnych stref (wybrzeże – paralia, miasto – asty, wnętrze kraju – mesogeion), na które Klejstenes podzielił Attykę. Trytia stanowiła zatem nie całość terytorialną, lecz zespół demów (łącznie było ich ok. 170) na ogół nie graniczących ze sobą. Dzięki temu, każda fyla była miniaturą całego państwa ateńskiego – stała się jednostką terytorialną leżącą nie na zwartym obszarze, lecz rozrzuconą w trzech różnych obszarach Attyki, grupującą ludzi o odmiennych interesach. Cztery dawne fyle eupatrydów istniały nadal, ale tylko dla oddawania czci przodkom.

## Nazwy fyli
Nazwa każdej z fyl po reformie Klejstenesa wywodziła się od lokalnego herosa, który odtąd był czczony jako heros-założyciel. Cześć oddawano mu w każdej fyli w osobnym kulcie, z którym związane było oddzielne sanktuarium, święty gaj i kapłani. Posągi herosów-eponimów znajdowały się na Agorze ateńskiej. Nazwy fyl wybrała dla nich wyrocznia delficka. Były to: Erechteis, Ajgeis, Pandionis, Leontis, Akamantis, Ojneis, Kekropolis, Hippothontis, Ajantis, Antiochis. Ten podział przetrwał przez cały okres helleński. Pod koniec IV wieku p.n.e. powstały nowe fyle: Antigonis i Demetrias.

## Władze i instytucje publiczne
W każdej fyli istniało zgromadzenie (agora), funkcjonował przewodniczący (epimeletes) i skarbnik (tamias) zarządzający nieruchomościami fyli. Ogłoszenia władz o decyzjach dotyczących ogółu wystawiano na cokole pomnika herosa danej fyli. Urzędnicy wybierani byli w równej ilości z każdej fyli, co tłumaczy, że większość urzędów to sprawowane kolegialnie przez dziesięciu urzędników, a większe rady składały się zawsze z wielokrotności dziesięciu, np. corocznie z każdej fyli wybieranych zostawało 50 obywateli (prytanowie), którzy zasiadali w bule.